# Thomas R. Holtz Jr.
Thomas Richard Holtz Jr. (* 13. September 1965 in Los Angeles) ist ein US-amerikanischer Wirbeltier-Paläontologe. Sein Spezialgebiet sind die Theropoden („Raubdinosaurier“), insbesondere die Tyrannosauriden.
Holtz wuchs bei Houston auf, studierte Geowissenschaften an der Johns Hopkins University (Bachelor 1987) und wurde 1992 an der Yale University promoviert. Thema seiner Dissertation war der Bau des Mittelfußes kreidezeitlicher Theropoden. Er ist Senior Lecturer an der University of Maryland in College Park und hat mehrere Bücher über Dinosaurier verfasst oder mitverfasst.
Holtz gehörte zu den ersten, die die Phylogenie der Theropoden mit Hilfe kladistischer Methoden untersuchten. Dabei war er unter anderem an der heute üblichen Einordnung der Tyrannosaurier bei den Coelurosauriern statt den Carnosauriern beteiligt. Auch führte er einige neue Gruppennamen für von ihm ermittelte Abstammungsgemeinschaften ein, beispielsweise 1994 den Namen Arctometatarsalia für eine Gruppe, die durch den Arctometatarsus, einen für Theropoden „fortschrittlich“ gebauten Mittelfuß gekennzeichnet sind. In der gleichen Arbeit prägte er den Namen Bullatosauria für die Arctometatarsalier-Untergruppe aus Ornithomimosauriern und Troodontiden. 1996 führte er den Namen Maniraptoriformes ein für jene Gruppe, die auf den gemeinsamen Vorfahren der Vögel und der Ornithomimosaurier zurückgeht. Neben der Phylogenie und Taxonomie befasste er sich auch mit dem Jagdverhalten und der Biomechanik der Theropoden.
Zudem untersuchte Holtz die Auswirkungen der Kontinentaldrift auf die Phylogenie der Dinosaurier.
Er ist am Tree of Life Web Project beteiligt und betreut dort die Webseite der Tyrannosauriden. Des Weiteren war Holtz Berater der BBC-Dokumentationsreihe Walking with Dinosaurs.

## Schriften
- Dinosaurs: The Most Complete Up-To-Date Encyclopedia for Dinosaur Lovers of All Ages. Random House 2007
- mit Michael William Skrepnick: T. Rex: hunter or scavenger? Random House, New York 2003
- Dinosaur predation: evidence and ecomorphology. In: P. H. Kelley, M. Kowalewski, T. A. Hansen (Herausgeber): Predator-Prey Interactions in the Fossil Record. Topics in Geobiology, Band 20, Kluwer Press, 2003, S. 325–340
- Beiträge zu David Weishampel, Peter Dodson, Halszka Osmólska: The Dinosauria. 2. Auflage, 2004 (Tyrannosauroidea, Mesozoic Biogeographia of Dinosauria mit R. E. Chapman, M. C. Lamanna, Saurischia mit Osmolska, Basal Tenurae mit R. E. Molnar, Philip Currie)
- Beiträge zu James O. Farlow, Michael Brett-Surman: The Complete Dinosaur. Indiana University Press, 1997 (Dinosaur hunters of the southern continents, The osteology of the Dinosaurs mit Brett-Surman, The taxonomy and systematics of the Dinosaurs mit Brett-Surman)
- mit Michael Brett-Surman: Dinosaur Field Guide. Random House, 2001
- Little Giant Book of Dinosaurs. Sterling Press 2001
- Arctometatarsalia revisited: the problem of homplasy in reconstructing theropod phylogeny. In: J. Gauthier, L. F. Gall (Herausgeber): New Perspectives on the Origin and Early Evolution of Birds: Proceedings of the International Symposium in Honor of John H. Ostrom. Yale University Press, 2001, S. 99–122
- Chasing Tyrannosaurus and Deinonychus around the tree of life: Classifying Dinosaurs. In: J. G. Scotchmoor, D. A. Springer, B. H. Breithaupt, A. F. Fiorillo (Herausgeber): Dinosaurs: The Science Behind the Stories. Society of Vertebrate Paleontology, Paleontological Society, American Geological Institute, 2001. Online, pdf
- mit James O. Farlow, Stephen Gatesy, John Hutchinson, John Robinson: Theropod locomotion. In: American Zoologist. Band 40, Nr. 4, 2000, S. 640–663 Online
- Classification and evolution of dinosaur groups. In: G. S. Paul (Herausgeber): The Scientific American Book of Dinosaurs. St. Martin’s Press, 2000, S. 140–168
- A new phylogeny for the carnivorous dinosaurs. In: Gaia – Revista de Geociências do museu Universidade Lisboa. Band 15, 1998, S. 5–61, Online, pdf
- mit Michael Brett-Surman: The World of Dinosaurs. Greenwich Workshop Books, 1998
- Phylogenetic taxonomy of the Coelurosauria (Dinosauria:Theropoda). In: Journal of Paleontology. Band 70, Nr. 3, 1996, S. 536–538
- The arctometatarsalian pes, an unusual structure of the metatarsus of Cretaceous Theropoda (Dinosauria: Saurischia). In: Journal of Vertebrate Paleontology. Band 14, 1995, S. 480–519
- The phylogenetic position of the Tyrannosauridae. Implications for theropod systematics. In: Journal of Paleontology. Band 68, Nr. 5, 1994, S. 1100–1117
- An unusual structure of the metatarsus of Theropoda (Archosauria: Dinosauria: Saurischia) of the Cretaceous. Yale University, 1992 (Dissertation)